# Clarkson Cliffs
Le Clarkson Cliffs (falesie Clarkson) sono un gruppo di falesie o pareti rocciose verticali che si innalzano fino a 1.400 m a nordest dello spigolo del Fuchs Dome, nella Scarpata dei Pionieri della Catena di Shackleton, nella Terra di Coats in Antartide. 
Nel 1967 fu effettuata una ricognizione aerofotografica da parte degli aerei della U.S. Navy. Un'ispezione al suolo fu condotta dalla British Antarctic Survey (BAS) nel periodo 1968-71.
L'attuale denominazione fu assegnata nel 1971 dal Comitato britannico per i toponimi antartici (UK-APC), in onore di Peter Clarkson, geologo della BAS presso la Stazione Halley nel periodo 1968-70, che aveva lavorato nell'area per quattro stagioni nei periodi 1968–71; 1977–78; 1976-89 e 1989.